# Kamilla von Wimpffen
Kamilla Józefa hrabina von Wimpffen z domu Weber von Webersfeld niem. Camilla Josefa Gräfin von Wimpffen (ur. 4 stycznia 1843 w Wiedniu, zm. 3 października 1898 w Wiedniu) – austriacka śpiewaczka operetkowa, ezoteryczka, filantropka.

## Życiorys
Była córką Edwarda Webersfelda (wiedeńskiego muzyka) i Wilhelminy (Charlotty) z domu Zerffi (węgierskiej neofitki, siostry Gustawa Zerffi). Po nagłej śmierci ojca wychowywała się pod opieką ojczyma – pułkownika Friedricha Navratila. Debiutowała w Wiedniu, gdzie zaangażowano ją jako sopranistkę do zespołu operetkowego. W Wiedniu poznała austriackiego dyplomatę Heinricha hrabiego von Wimpffena (brata Alfonsa), za którego wyszła za mąż w roku 1865 w Westminster.
W latach sześćdziesiątych i siedemdziesiątych XIX w. występowała wraz z Minną Wagner (jej przyjaciółką, pierwszą żoną Richarda Wagnera) w repertuarze operetkowym (m.in. Franza von Suppé) i jako pianistka koncertowała, m.in. w Bawarii w Staatstheater am Gärtnerplatz w dzielnicy Ludwigsvorstadt-Isarvorstadt w Monachium i na prowincji, w Bawarii i Dolnej Austrii (np. w Landshut). Była też członkinią Wiedeńskiego Towarzystwa Muzycznego (Wiener Musikverein) i Towarzystwa Śpiewaczego (Wiener Singverein). Angażowała się działalność charytatywną, kościelną i społeczną.

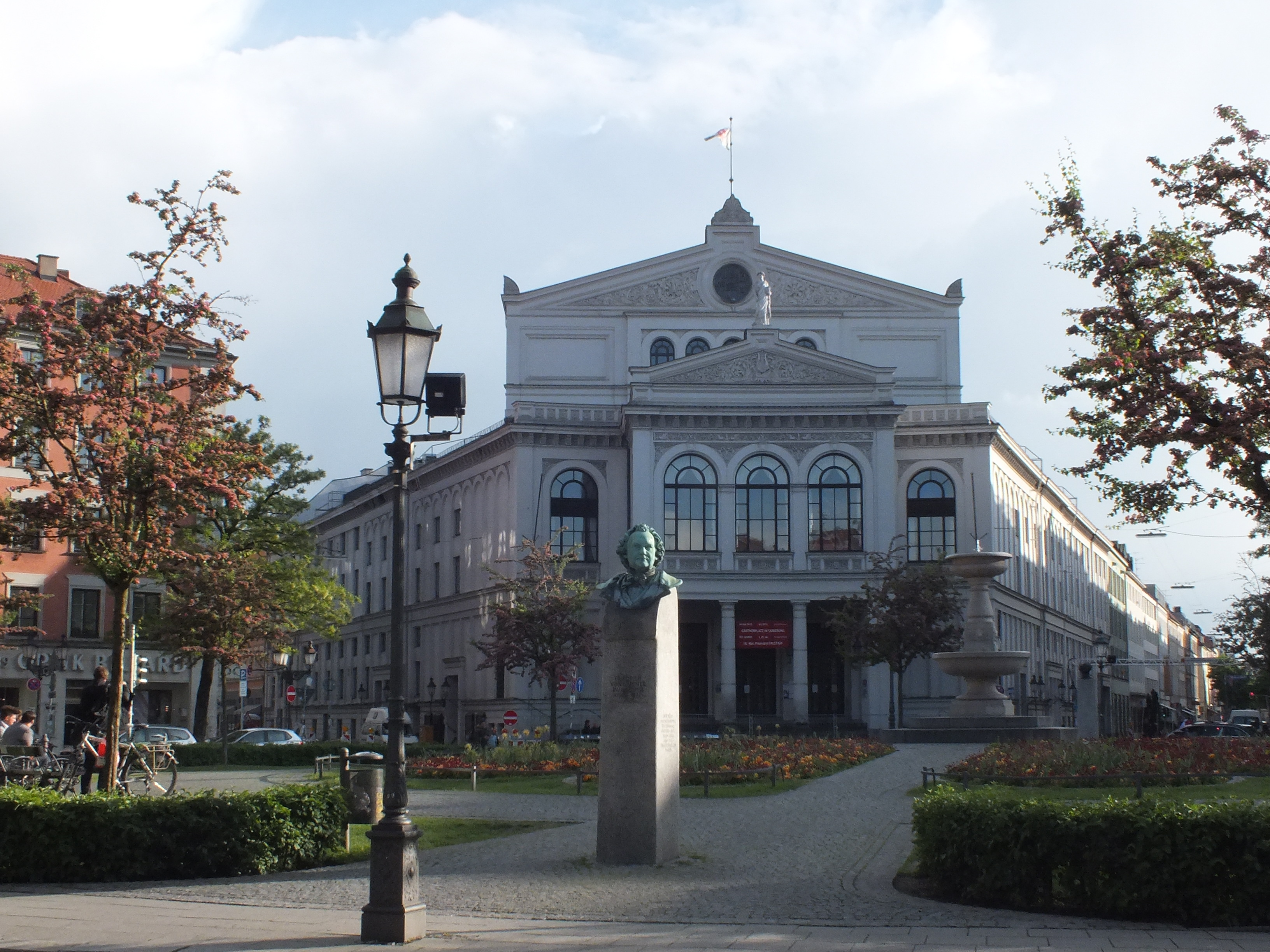
Teatr Państwowy na Gärtnerplatz w Monachium

Kamilla prowadziła wraz z mężem w Wiedniu salon ezoteryczny. Spotykali się tam zarówno wiedeńscy finansiści i ludzie sztuki (m.in. bankier – Charles Mayer (mąż jej siostry) czy Denis von Eskeles (syn wiedeńskiego bankiera – Bernarda Eskelesa), jak i wyznawcy antropozofii i ariozofii – uczniowie von Lista i Jörga Lanz von Liebenfelsa.
Heinrich i Kamilla nie mieli własnych dzieci. Róża (Rosa von Wimpffen) była przez nich adoptowana. Pochodziła z Monachium. Róża Wimpffen była m.in. autorką krytycznego opracowania systemu runicznego Guido von Lista w ariozoficznym piśmie „Ostara”, a od roku 1905 członkinią wiedeńskiego Towarzystwa Guido von Lista (Guido von List Gesselschaft) i Zakonu Nowej Świątyni (Ordo Novi Templi), a następnie – Ordo Templi Orientis) – opartego na rycie templariuszy neopogańskiego zakonu filozoficzno-okultystycznego.

Kamilla von Wimpffen z przybraną córką – Różą

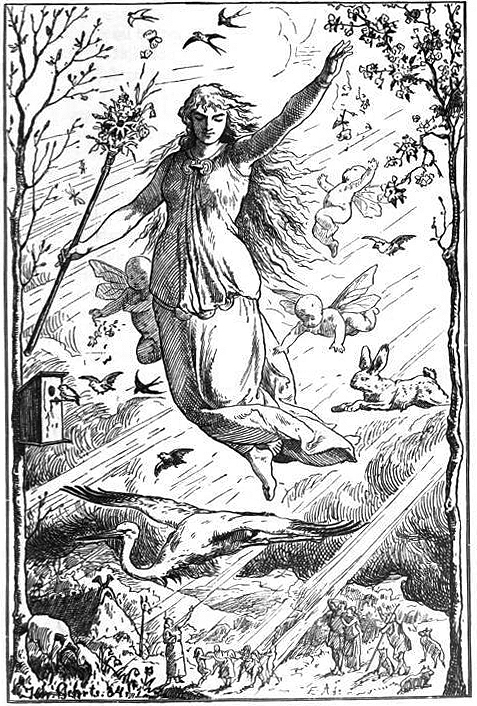
Ostara -rycina: Johannes Gehrts

Kamilla von Wimpffen zmarła w Wiedniu w Döbling. Jest pochowana wraz z mężem na cmentarzu w dzielnicy Hietzing.

## Źródła
- Archiwalia dyplomaty Adolpha Aloysa von Brauna w Osterreichisches Staatsarchiv AT-OeStA/HHSta – blok korespondencji Oberfohmeistra Friedricha von Wimpffen, Camilli i Amilii von Wimpffen z lat 03.08.1874-28.10.1898.
- Johanna Ecker, Leichen im Keller. Anmerkungen zur Loreto-Kapelle von Schloss Aichberg, Aichberg/Eichberg, 2009, s. 2–3. Aichbergiana, H. 6 (2009).
- Archiwum rodu von Wimpffen(inne języki) na zamku Eichberg, zeszyty naukowe Muzeum na Zamku (Aichbergiana H. 1-8).
- Catherine Radziwill, Juliette Adam, La société de Vienne: Augmenté de lettres inédites, Paris 1885, wyd. 4, s. 442 i s. 540.
- Rosa Wimpffen, List. Die Rita der Ario-Germanen. Wien, 1908
- Franz Emil von Wimpffen – teść Kamilli(inne języki)